# Polvere di pitone
 Polvere di pitone è stato un programma televisivo italiano di genere varietà condotto da Maria Rosaria Omaggio, Leo Gullotta, Jenny Tamburi, Pino Ammendola, Daniele Aldovrandi, trasmesso da Rai 3 nel 1984, a partire dal 26 gennaio alle 20:30, per quattro puntate nella prima serata del giovedì.

## Il programma
Si trattava di un varietà dove gli attori del cast si producevano in gag e sketch comici, intervallati da balletti e ospiti in studio.